# Bunnicula
Bunnicula é uma série de livros infantis americana, escrito por Deborah Howe & James Howe em 1979 e 2006. A história apresentando um coelho vampiro chamado Bunnicula que suga o suco de vegetais. Como alternativa, Bunnicula é o título principal do primeiro livro da série, publicado pela Atheneum Books em abril de 1979.
Deborah Howe morreu em 1978, meses antes da primeira impressão do livro. A série consiste em sete livros, com o último publicado em 2006.
A história é centrada na família Monroe e seus animais de estimação e é contada a partir da perspectiva de seu cão Harold. Os Monroes encontram um coelho no teatro onde estavam assistindo um filme de Drácula. Por causa disso, eles o chamam de Bunnicula. Seu gato Chester, no entanto, está convencido de que Bunnicula é um vampiro e tenta conseguir Harold (o cachorro) para ajudar a salvar os Monroes da ameaça percebida.
Um especial de TV animado de 1982 (de Ruby-Spears) com o mesmo nome foi criado com base no primeiro livro e foi ao ar no ABC Weekend Special. O especial animado se desviou bastante dos romances e representou ativamente Bunnicula usando poderes vampíricos, o que não ocorreu nos romances.
O título completo do primeiro livro é Bunnicula: A Rabbit-Tale of Mystery. O segundo e o terceiro livro da série são Howliday Inn e The Celery Stalks at Midnight. Nighty-Nightmare se seguiu em 1987, seguido de The Return to Howliday Inn em 1993. Em 1999, Bunnicula Strikes Again! foi publicado. Bunnicula Meets Edgar Allan Crow foi publicado em 2006 e parece ser o livro final da série Bunnicula.
Após o final da série Bunnicula, James Howe começou uma série derivada chamada Tales, da House of Bunnicula, que é "escrita" por Howie, o filhote de dachshund introduzido na série em Howliday Inn. Há também uma série chamada Bunnicula and Friends: Ready To Read. Eles são uma série de seis livros ilustrados sobre as aventuras dos personagens das histórias. Eles são direcionados para leitores iniciantes.

## Personagens ao longo da série
- Bunnicula

O personagem titular, um coelho com hábitos alimentares estranhos e incomuns e qualidades de vampiro, mas inofensivo, Bunnicula chegou à casa de Monroe em uma noite escura e tempestuosa. Toby o encontrou no teatro, que mostrava Drácula na época, e o levou para casa, onde a sra. Monroe trouxe o nome inteligente de Bunnicula. Uma nota foi colocada com Bunnicula quando ele foi encontrado, escrito em russo , com a mensagem "Por favor, cuide do meu bebê". Não se sabe quem deixou Bunnicula no teatro ou escreveu a nota, mas a carta foi escrita em um dialeto que ninguém, exceto Harold, sabia ler.
Ele é submetido a muitas tentativas de assassinato por Chester, que pensa que o coelho acabaria se tornando carnívoro. No entanto, sua estatura indestrutível prova a Chester que ele não pode ser morto. Devido à sua tenra idade, Bunnicula não pode falar, mas ele pode piscar e chorar. Ele exibe a capacidade incomum de entrar e sair de sua gaiola sem usar a porta e, inicialmente, abre a geladeira sozinho. Em vez dos dentes de coelho, Bunnicula inexplicavelmente possui presas, o que lhe permite morder legumes e sugar o suco deles, semelhante ao método pelo qual Drácula janta, deixando-os branco fantasmagórico. Bunnicula é colocado em uma dieta de suco de vegetais à base de liquidificador, escapa de sua gaiola e foge para a noite deixando um rastro de vegetais brancos em seu rastro. Chester está convencido de que eles devem ser destruídos usando uma estaca em seus corações. Chester aprendeu com os erros anteriores e escolheu palitos como sua arma de escolha. Uma das vítimas aparentes de Bunnicula tenta se aproximar de Harold no final do livro, e fica ambíguo se Chester estava ou não fazendo uma brincadeira com Harold, embora Chester parecesse estar alheio ao barulho que o vegetal estava fazendo, ou se essa foi realmente uma tentativa real de um ataque de um vegetal vampiro.
Bunnicula eventualmente cria uma ninhada de filhotes com um coelho de propriedade do melhor amigo de Pete, Kyle, como parte de um projeto para sua tropa de escoteiros. Pelo menos um dos filhos é declarado por Pete como idêntico a Bunnicula, e foi brevemente mencionado novamente em Bunnicula e encontra Edger Allan Crow. Ele foi nomeado Sonnicula por ser filho de Bunnicula e ter uma aparência idêntica ao pai. Sonnicula nunca fez nenhuma aparição direta na série, sendo referido apenas duas vezes durante os eventos da série. In Nighty Nightmare, A história de Chester implica que os pais de Bunnicula eram coelhos de vampiro que foram criados por um vampiro solitário, embora Chester possa ter inventado toda a história, como implicado pelas revelações no final do romance. No entanto, Chester parece pessoalmente convencido de que a história é uma verdade completa no momento em que a conta e a conta de tal maneira que se assemelha a uma história de fantasma, uma que atrai os outros personagens até a verdade sobre o assunto que trouxe à tona a história. a história é revelada. É o mais próximo que já existiu de uma história de origem para Bunnicula e seus aparentes poderes, tenha sido inventada ou não inteiramente na imaginação de Chester, e o autor nunca produziu uma origem real para suas habilidades. Ele nunca confirmou ou negou explicitamente se Bunnicula é ou não vampírico, além de sugestões ocasionais nos romances, por meio das estranhas habilidades e características físicas de Bunnicula. No especial animado, o nome de Bunnicula está escrito na própria nota, para evitar o nome do Monroe. A nota é um dos poucos aspectos da novela a serem transferidos para o especial animado, pois Bunnicula é encontrado perto de uma planta de processamento no especial. Quando Bunnicula entra em sua forma vampírica, ele brota asas de morcego debaixo dos braços e seus olhos ficam amarelos. Seus poderes de vampiro incluem fuga, hipnose, levitação e telecinese. As tentativas de assassinato de Chester não ocorrem no especial e ele decide que a ideia de que Bunnicula é um vampiro é "ridícula", algo que não ocorre nos romances.
- Harold

O personagem principal, apesar de Bunnicula ser o personagem com título. Harold é um cão velho, desalinhado e amoroso, sob os cuidados dos Monroes. Ele narra os livros, às vezes alegando que nem escreveria os livros se não fosse por Bunnicula. Ele gosta de sua vida com a família Monroe, particularmente com Toby, sempre sendo um animal de estimação diligente e leal. Seus amigos de longa data são Chester, Bunnicula e Howie, que também vivem na casa de Monroe. Harold tem uma forte afeição por cupcakes de chocolate, além de outros petiscos típicos, como bolachas de queijo e chocolate, apesar do risco potencial de intoxicação alimentar devido ao consumo de chocolate. Ele é um vira-lata, mas faz parte do wolfhound russo e discretamente orgulhoso de suas linhagens. Ele diz que é por isso que ele é capaz de reconhecer um dialeto obscuro da escrita da Transilvânia (embora em escrita cirílica conforme o especial de desenho animado de 1982) no primeiro livro. No primeiro livro, Harold vê Bunnicula pela primeira vez e também vê um coelho pela primeira vez. Enquanto as atividades de vampiros de Bunnicula o assustam um pouco, ele não guarda rancor contra o coelho, nem mesmo faz amizade com ele. Infelizmente, Chester, que tem uma imaginação escandalosamente vívida e uma mente estreita, acha que Bunnicula é um verdadeiro vampiro e força Harold a ajudá-lo a matar o coelho. Todas as tentativas fracassam e, finalmente, Harold vai contra as tentativas malucas de Chester de acabar com Bunnicula. Ao longo da série, Harold é retratado como bom coração, sensível e gentil. Harold não está convencido da crença de Chester de que Bunnicula é um vampiro, independentemente de alguma evidência real que possa apoiar as teorias de Chester, mesmo que brevemente vista ou referenciada. Apesar de tudo, Harold nunca para de pensar em Chester como seu melhor amigo.
- Chester

O malhado laranja orgulhoso e altamente imaginativo, que adora boa literatura e leite. Ele foi dado ao Sr. Monroe como presente de aniversário, e o nome "Chester" foi derivado de GK Chesterton. Desde a chegada de Bunnicula, Chester fica cada vez mais convencido de que o coelho pode ser uma ameaça ("Hoje vegetais, amanhã o mundo!", Ele exclama em referência aos " planos diabólicos de Bunnicula""ao tentar convencer Harold de sua crença de que Bunnicula é um vampiro), e torna-se obcecado por controlá-lo. Por um longo tempo, por inveja, Chester realmente queria matar ou pelo menos desativar Bunnicula, e fez o último bebendo o suco de vegetais do coelho ou o alho espalhado para contê-lo.Ele tentou matar Bunnicula usando um bife (não uma estaca ), um erro que ele prefere não insistir.Em outra ocasião, ele levou Harold e Howie em uma perseguição por Centerville, " assassinar" vegetais de vampiro , que eram de fato as sobras das refeições de Bunnicula. Um aparente "sobrevivente" do expurgo que Chester os levou parece tentar se aproximar de Harold no clímax deO aipo persegue à meia-noite, apenas para ser avistado por Harold, que então pede a Chester um palito de dente para "matar" o objeto ofensivo. Nunca se afirma 
explicitamente se Chester estava fazendo uma brincadeira usando um dos restos de vegetais que eles não "destruíram" ou se essa era uma tentativa real de um ataque de um dos "lacaios" de Bunnicula. Harold e Howie discordam dos métodos de Chester, pois Chester é frequentemente paranóico. Harold menciona em Nighty-Nightmare que a constante leitura e assistindo filmes de terror de Chester lhe deram "um vazamento de realidade que requer atenção constante". Ele geralmente chama os dois de seus amigos caninos "tolos", "simplórios", ou " idiotas". Ele é conhecido por não se desculpar por seus erros que afetam muito Harold, referindo-os como" uma ligeira má interpretação dos fatos. "Apesar de ter um relacionamento tenso com Bunnicula, no fundo ele o aceita como membro da família e, em particular, Os dois últimos livros da série, Bunnicula Strikes Again! e Bunnicula Meets Edgar Allan Crow, tornam-se amigos de Bunnicula, alegando que, conhecendo melhor os fatos sobre os vampiros, ele pode proteger Bunnicula de si mesmo.
- Howie

O filhote de Dachshund despreocupado e às vezes um pouco obscuro que foi adotado pelos Monroes no Chateau Bow-Wow, fazendo dele o mais novo membro da família. Ele era o babaca da ninhada e seus pais, Howard e Heather, eram valiosos Dachshunds de cabelos compridos (que Chester secretamente suspeitava serem lobisomens).) O uivo um tanto assustador de Howie não mudou a mente do gato sobre o assunto. Howie geralmente não entende a seriedade das coisas, pensando que matar vegetais vampiros é um jogo e perseguir Bunnicula é uma corrida. Ele nem sabia o que era um vampiro quando Chester o informou, embora ele não ache que Bunnicula é um perigo. Por uma razão desconhecida, ele chama Harold e Chester de "tio Harold" e "Pop", respectivamente; enquanto Harold se sente perfeitamente à vontade com seu apelido, Chester ainda não está acostumado. Os hobbies de Howie incluem mascar coisas, comer e perseguir carros (o que ele não tem permissão para fazer). Apesar de sua ousadia, Howie ficou um pouco nervoso com as histórias assustadoras no início, depois superou as aventuras dos animais de estimação em Bunnicula Strikes Again! Mais tarde, ele decidiu que também queria escrever, e seus primeiros rascunhos acabam sendo muito bons para o trabalho de um filhote.
- Robert Monroe

Ele é o marido de Ann Monroe e pai de Pete e Toby. Ele trabalha como professor universitário de literatura e costumava usar Chester para praticar suas palestras, o que permitia que Chester também lesse. No especial animado, ele é descrito por Harold como um cientista, e não um professor universitário, e trabalha na fábrica onde Bunnicula é descoberto.
- Ann Monroe

Ela é a esposa de Robert e mãe de Pete e Toby. Ela pensou no nome Bunnicula combinando "Bunny" e "Dracula". Ela já havia tentado chamá-lo de "Bun-Bun" e "Fluffy". Nomes como esse parecem ser um hábito para ela, porque Harold e Chester foram chamados "Fluffy" por um curto período de tempo. Nos livros, ela é advogada, mas sua profissão não é mencionada no especial animado. Ela também não nomeia Bunnicula no especial, pois o nome está incluído na nota que eles encontram com ele.
- Peter "Pete" Monroe

O mais velho dos dois garotos que relaxa com frequência. Ele costuma ser egoísta e geralmente intimida seu irmão mais novo, Toby, e os animais de estimação, exceto Bunnicula. Harold e Chester o evitam, Chester sendo amplamente indiferente, mas Howie o acha intrigante, principalmente por causa dos livros de terror que lê. O espaço embaixo da cama é muito bagunçado e, além de manter um bicho de pelúcia chamado Puddikins embaixo dele para abraços de emergência, muitas outras coisas apareceram, como Oreos, meias sujas e um caderno que Harold dá a Howie.
- Toby Monroe

O irmão mais novo, e muito mais digno e gentil do que Pete. Ele gosta de compartilhar seus lanches com Harold durante suas leituras noturnas e é adorado por Harold, Chester, Bunnicula e Howie. Ele gosta muito dos animais de estimação e era conhecido por levar pedaços de comida a Harold no jantar. A família de Toby encontrou Bunnicula abandonada em um cinema uma noite em uma excursão ao cinema. A família de Toby adotou Bunnicula depois que o levou para casa.
- Sonnicula

O filho de Bunnicula. Ele se parecia com Bunnicula e nasceu durante o Nighty Nightmare. Sua mãe era um coelho trazido pelo melhor amigo de Pete, Kyle. Não foi dito se ele herdou o apetite vampírico de seu pai, mas ele dorme durante o dia, assim como Bunnicula. No último livro, ele foi adotado por Miles Tanner.
- Miles Tanner "MT Graves

O autor da série "Fleshcrawlers", da qual Peter é fã. Ele morava temporariamente na casa dos Monroe quando Peter ganhou um concurso que permitia. Ele mostra interesse em Bunnicula e carregou seu animal de estimação, Edgar Allan Crow, por aí. Ele tinha um rosto pálido, cabelos longos e encaracolados, uma capa preta e estava muito preso a uma bolsa preta. Pensa-se que a bolsa preta continha Bunnicula (por Chester, é claro) quando Bunnicula escapou. Os animais abriram a sacola, embaraçando Miles Tanner na frente da empresa. O conteúdo era de animais empalhados. Miles admitiu que eles deveriam treiná-lo para superar seu medo de animais. Ele disse que estava com medo de cães, gatos e pessoas. Ele queria um coelho porque um coelho nunca latia para ele antes. Portanto, ele quer Bunnicula. No final, ele adota o Sonnicula, dizendo "Não será Bunnicula, mas tudo ficará bem". Os Monroes ficam muito aliviados por ainda manterem seu animal de estimação incrível. Em uma carta, Miles diz que se casará com Pickles, bibliotecária da escola de Peter, e eles serão vizinhos. Os animais de estimação de Monroe mudaram de ideia em relação aos animais.
- Edgar Allan Crow

Um corvo adotado por Miles, encontrado à sua porta quando ele era um bebê ferido. Edgar dá companhia a Miles e Miles disse que ele não pode fazer nada sem ele. Edgar, no entanto, quer voltar para sua própria espécie. Ele foi visto cortejando outro corvo no lugar dos Monroe. Edgar aprende a escrever e envia um e-mail para os Monroes. O nome de Edgar Allan Crow é uma paródia de Edgar Allan Poe.
- Mrs. Marjorie Pickles Tanner

O professor de inglês de Pete e Kyle, que também é fã de MT Graves e de fato sua esposa. Ela conheceu Tanner quando trouxe um bolo como desculpa para encontrá-lo antes que ele viesse visitar a escola de Peter. Logo depois, Monroes recebeu uma carta de Tanner anunciando seu noivado com a professora de Pete.
- Ms. Kipper

O diretor da escola de Pete e Kyle.
- Kyle

O melhor amigo do Pete, e seu coelho é a mãe de Sonnicula.

## Lista de livros
Bunnicula: A Rabbit-Tale of Mystery
A primeira história de Bunnicula foi escrita por Deborah (que morreu antes da publicação do livro) e James Howe, ilustrado por Alan Daniel, e publicado pela Atheneum Books em 1979 (98 páginas). Foi reeditado muitas vezes, talvez todas com as ilustrações originais.
Howliday Inn
Quando a família Monroe decide sair para férias, eles mandam Harold e Chester para um canil chamado Chateau Bow-Wow (uma pensão especial para cães e gatos especiais). Lá, eles encontram os outros habitantes do canil: um poodle frustrado chamado Louise, um bulldog atlético, um vira-lata chamado Taxi, um gato louco chamado Lyle, um poodle paquerador chamado Georgette e dois dachshunds chamados Heather e Howard, que Chester tem certeza  são lobisomens. O proprietário do canil, Dr. Greenbriar, está tirando a semana de folga e os outros funcionários, um aspirante a veterinário chamado Jill e um leitor de quadrinhos chamado Harrison, que espera ganhar um milhão de dólares antes dos 21 anos, estão sobrecarregados de trabalho. Por estarem sobrecarregados, cometem muitos erros, principalmente Jill. Esses erros incluem alimentar os animais tarde e perder temporariamente o arquivo de Chester. Harrison mais tarde usará essa tendência para esquecer as coisas em seu proveito.  As tensões são altas entre os dois como resultado do estresse. No meio da adaptação às suas novas vidas temporárias, um mistério logo se desenrola quando Louise desaparece.
Embora os trabalhadores do canil decidam que ela fugiu, Chester se assegura de que houve um jogo sujo.  Apenas quando ele parece ter resolvido o mistério, Chester também desaparece. Ao investigar, Harold ouve Harrison, um dos trabalhadores do canil, relatando que testou a comida de gato de Chester e que estava cheia de veneno. Horrorizado, Harold tenta continuar o trabalho de Chester e resolver o mistério. Uma noite, Harold encontra a mensagem "Ajude a uivar agora!"  arranhado em seu prato de cachorro. Chester misteriosamente retorna mais tarde, depois reúne Harold, Taxi e Lyle.  Ele os leva a encontrar Harrison tentando capturar Heather e Howard. Os animais disparam o alarme e Harrison é capturado pelos outros trabalhadores do canil.  Chester diz a Harold mais tarde que Harrison descobriu que um dos animais no abrigo era muito valioso.  Ele primeiro sequestrou Louise e depois Chester pensando que poderiam ter sido eles, mas descobriu que eram os dachshunds, que eram na verdade raros dachshunds com cabelos de arame.  Ele também aprendeu que Heather ia ter filhotes, tornando-o ainda mais determinado a capturá-los para ficar rico.  Quando o Dr. Greenbriar e Jill ouvem os cães latindo e encontram, primeiro Lousie na casa de Harrison com Max e Georgette, que escapou para encontrá-la, latindo do lado de fora e depois Harrison tentando capturar os dachshunds com os outros animais que o atacavam, ele é julgado.  e condenado. A sentença é ir para a universidade e pagar por isso trabalhando no zoológico. Quando a família Monroe chega após as férias, eles revelam que também estão adotando o traseiro da ninhada de dachshund, que eles chamam de Howie - Pete o nomeou assim porque o nome do pai do filhote era Howard.
The Celery Stalks at Midnight
Bunnicula desapareceu e Chester começa a temer pela cidade novamente.  Desta vez, ele acredita que os vegetais que Bunnicula suga podem voltar como escravos vampiros do coelho, que ele usará como exército para dominar a cidade.  Armado com uma caixa de palitos de dente para esfaquear os "corações" dos vegetais, ele, Harold e Howie partiram para procurar legumes brancos no bairro. Depois de algum sucesso, eles testemunham Toby e Pete vestindo roupas escuras e mantendo um grupo de crianças assustadas prisioneiras. Os animais de estimação temem que Bunnicula também comece a dominar as pessoas e correr para a escola vizinha, que está cheia do que eles suspeitam serem os criados do coelho.
Depois de causar muita confusão (incluindo Chester destruindo uma grande cenoura branca, que ele acredita ser a cabeça dos vegetais), eles são pegos pelos Monroes. É revelado que houve um carnaval na escola naquele dia, e Toby, Pete e as outras crianças estavam ensaiando para uma peça que iam encenar.  A "cenoura" que Chester destruiu era na verdade um bolo de cenoura, em forma de cenoura e coberto de cream cheese.  Finalmente, Bunnicula foi encontrado na escola, inscrito no show de animais. Os animais descobrem que Bunnicula passou a noite anterior na garagem, que foi acidentalmente deixada em aberto, o que significava que ele realmente saiu de casa para se alimentar de vegetais.
No final, "The Tell-Tale Heart de Edgar Allan Poe" é parodiado quando Chester encontra um coração de alcachofra sob sua cadeira favorita. Depois de dizer a Chester que não há nada com que se preocupar e tentar adormecer, Harold ouve um baque fraco... ele abre os olhos para encontrar o vegetal em questão bem na frente do nariz, o que o leva a perguntar se Chester tem um palito de dente.  útil.  Fica ambíguo se essa é uma brincadeira de Chester ou uma tentativa real de um ataque vampírico a Harold pela alcachofra.
Nighty Nightmare
A.K.A.  "O retorno de Bunnicula". Enquanto estão em seu retiro à beira do lago Boggy Lake e pescando com Harold, Monroe aparentemente começa a ter uma crise de meia-idade e quer fazer algo emocionante enquanto estiver lá.  Eles decidem ir acampar na floresta;  Harold só gosta da ideia por causa de s'mores, e Chester está cético em sair porque é véspera do dia de [Saint George's Day], a única noite do ano em que monstros e espíritos malignos aparecem.  rezar.  Ao sair para a floresta, eles encontram dois homens;  Bud (que constantemente mantém uma faca à vista por algum motivo) e Spud (descrito por Harold como tendo uma cabeça em forma de batata), junto com seu cachorro Teufel Língua alemã para "Devil"), apelidado de "Dawg", um bulldog com uma cicatriz no rosto e uma longa fita de baba constantemente pendurada no lábio inferior.  Naquela noite, eles saem para passear, e Dawg leva Harold, Chester e Howie para longe de seus mestres e dos Monroes, a fim de lhes mostrar algo "limpo", perdendo-os na floresta no processo.
Chester começa a suspeitar que Bud e Spud podem planejar assassinar os Monroes e que Dawg os está afastando para impedir que interfiram, e Harold lentamente começa a acreditar nele. Quando chegam a uma casa bem no meio da floresta, Chester conta uma história sobre a origem de Bunnicula na tentativa de embalar Dawg para dormir e permitir que Harold e Howie escapem;  ele afirma que Bunnicula é filho de dois coelhos que foram transformados artificialmente em vampiros por um cientista vampírico solitário chamado Diabolicus, e que três humanos que ele transformou em vampiros moram na casa bem diante deles agora, continuando seu trabalho. Enquanto o plano é bem-sucedido, Harold, Howie e até Chester dormem junto com Dawg e acordam pouco antes do amanhecer devido à chuva e aos constantes pesadelos, presumivelmente provocados pela história de Chester, que é deixada aberta à interpretação por o final do livro sobre se Chester inventou ou não a coisa toda ou se foi baseado em 'fatos' reais dentro do cânone da série, embora a crença de Chester de que a casa seja uma 'casa americana do Dr. EAD' que  levar à história, está provado estar errado no final da história.
Depois que eles retornam ao acampamento de Monroes, apenas para encontrá-lo destruído e abandonado, Dawg revela que a casa que eles visitaram é dele e que Bud e Spud (nomes verdadeiros Buford e Spalding) moram lá com sua mãe. Buford é um arquiteto, enquanto Spalding é um advogado.  Os Monroes também passaram a noite com eles para sair da chuva e ficam aliviados por Harold, Howie e Chester estarem ilesos. Bud e Spud dão à mãe um bebê [skunk] que pegaram ontem à noite como um presente de aniversário, e todo mundo canta músicas de fogueiras enquanto come s'mores; todos, exceto Chester, que fica de mau humor em um canto. Também é revelado que Pete estava usando Bunnicula em um projeto de criação de coelho em que estava trabalhando e um dos coelhos bebês parecia com Bunnicula (indicando que também poderia ser um coelho vampiro).
Return to Howliday Inn
A família Monroe novamente deixa Harold, Chester e Howie no Chateau Bow-Wow. Os animais rapidamente percebem diferenças, incluindo um novo grupo de animais (uma doninha, dois gatos chamados Felony e Miss Demeanor, um triste Dogue alemão chamado Hamlet, um par de cães com saudades de casa e um papagaio chamado Ditto). Howie está emocionado por estar em seu local de nascimento; Chester não está muito satisfeito.  Logo, no entanto, todos os animais estão em choque - ouvem uma cadela chamada Rosebud chamando do outro lado da cerca. Quando cavam a terra ao redor da cerca, encontram alguns ossos e uma coleira de cachorro. Rosebud conta a eles que descobriu um segredo horrível sobre Chataeu Bow-Wow que selou seu destino e alerta os animais para escapar.  Destemido, Chester começa a investigar.
Depois de ouvir Ditto, ele a ouve repetindo "6,1,1,1,5".  Mais tarde, ela repete o que parece ser toda a sequência de números: "6,1,1,1,5,2".  Ao ouvir isso, Felony e Miss Demeanor estão emocionados. Quando perguntados, eles relutantemente revelam que queriam entrar furtivamente no prédio do canil para roubar comida melhor e acreditavam que o código os levaria. Pouco depois, um trabalhador choroso do canil leva Hamlet para dentro do prédio. Georgette é trazida para Chataeu Bow-Wow e conta aos animais a verdadeira história de Rosebud: Ela estava viva e bem e de volta com seus donos. Os ossos eram de galinha e seu colar havia sido perdido antes. Os animais entram no prédio e encontram Hamlet, que diz que seu antigo dono o deixou lá há muito tempo. Ele estava pronto para dormir. Chester encontra o novo endereço de seu dono e eles partem para trazer Hamlet para lá. O novo endereço acaba sendo um lar de idosos, que não permite animais. Os animais entram no caos, fica claro que os pacientes adoram a chegada dos animais, que os lembram de seus animais de estimação antigos. Hamlet encontra seu antigo dono, e é revelado que o proprietário era um ventríloquo, explicando como Hamlet fez o "Rosebud" falar. Usando o ventriloquismo próprio, os animais de estimação e os pacientes convencem a equipe da casa de repouso a permitir que Hamlet fique. Quando Harold, Chester e Howie são pegos no final, eles enganam os Monroes com os truques de ventriloquismo que pegaram.
Bunnicula Strikes Again!
Chester mais uma vez chegou à louca conclusão de que Bunnicula é um vampiro ameaçador.  O gato começa a beber suco de coelho durante o dia para que Bunnicula morra de fome.  Harold e Howie estão chateados, mas mais uma vez Chester insiste que isso é tudo para o melhor.  Uma noite, Harold percebe Bunnicula chorando enquanto cantava uma canção de ninar para ele.  Chester acha que sente falta da mãe e, nos próximos dias, leva os dois cães a procurá-la.  Isso não teve sucesso, pois ela provavelmente não está na cidade.  Quando Bunnicula fica cada vez mais doente, devido à falta de comida ou à falta de amor dos pais, ele é levado ao veterinário, Chester, no entanto, escapa e chega ao teatro primeiro.  Antes que ele possa realmente matar Bunnicula, a demolição começa, esmagando o gato e o coelho sob os escombros. Harold e Howie conseguem alertar Monroes e as outras testemunhas, e juntos eles vasculham as pilhas de fragmentos.  Eles encontram Chester em um estado enfraquecido, mas Bunnicula milagrosamente está completamente ileso. Chester conforta o coelho, finalmente alegando que suas tentativas de matar Bunnicula foram inúteis e que, porque ele sobreviveu à demolição sem nenhum arranhão, ele é 'indestrutível'.  No final, os Monroes retornam às suas vidas normais, e Bunnicula está finalmente feliz porque Chester o aceitou como membro da família.
Bunnicula Meets Edgar Allan Crow
A.K.A.  Bunnicula contra o monstro corvo. Pete escreve para o autor de sua série favorita (e Howie's), FleshCrawlers. Ele visita a casa de Monroe e fica no quarto de hóspedes, trazendo com ele seu corvo favorito, Edgar Allan Crow.  Todo mundo está emocionado, exceto Chester, que insiste que o autor, M.T. Graves, é suspeito. Ele observa que algo ruim sempre acontece com os animais de estimação nos livros de Graves, e quando ele escreveu de volta para Pete, ele parecia especialmente interessado em passar algum "tempo de qualidade com os animais de estimação", particularmente Bunnicula, com quem Chester agora faz amizade. Harold e Howie não estão convencidos, mas Chester tem certeza de que existe uma sociedade secreta entre os corvos, e Edgar é um mensageiro enviado para ajudar Graves a transformar Bunnicula em um morcego. Quando Bunnicula escapa, todo o grupo o segue para pegá-lo, e Harold e Howie começam a pensar que Chester pode estar certo.  M.T.  Graves é muito cuidadoso com uma bolsa preta e, quando Bunnicula não é encontrado, Chester acredita que está preso na bolsa. Harold despeja o saco, apenas para envergonhar Graves na frente de todos, porque estava cheio de bichos de pelúcia.  No final, M.T. Graves diz a eles que ele era um garoto nervoso quando era mais jovem e tinha medo de cães e gatos, então ele imaginou que ficaria na casa dos Monroe para poder conquistar sua fobia.  Graves se apaixona pela bibliotecária da escola de Pete e se casa com ela. Graves lança Edgar porque Edgar se apaixonou por outro corvo.  Então ele adota Sonnicula, filho de Bunnicula.  Depois que Graves saiu, Pete recebeu uma carta dizendo que se inspirou a escrever dois livros de Monroes: um chamado Quoth the Raven sobre seu relacionamento com Edgar e outro chamado As Excelentes Estranhas Aventuras de Charlie, o Gato, do Galaxy Nine, inspirado em  Chester, que ficou menos do que emocionado ao descobrir que ele era um dos, como ele disse, "criaturas psicopatas dos romances demente de MT Graves".
James Howe é mencionado quando Pete diz que todas as outras crianças queriam escolher autores como J.K.  Rowling ou James Howe.

## Adaptações dramáticas
Uma adaptação teatral baseada nos livros foi escrita por Jon Klein e realizada pelo B Street Theatre em Sacramento, Califórnia. Foi criada uma adaptação adicional para o teatro infantil no DR2 Theatre, em Nova York, adaptada pelo escritor Charles Busch. Bunnicula, Jon Klein (Seattle Children's Theatre, 1994), 84 pp. - Uma peça de teatro, OCLC 46637989

## Adaptações
A série Bunnicula foi produzida pela Warner Bros. Animation exibido pelo Cartoon Network e Boomerang em 6 de fevereiro de 2016 e 30 de dezembro de 2018.